# Réactions aux attentats du 22 mars 2016 à Bruxelles

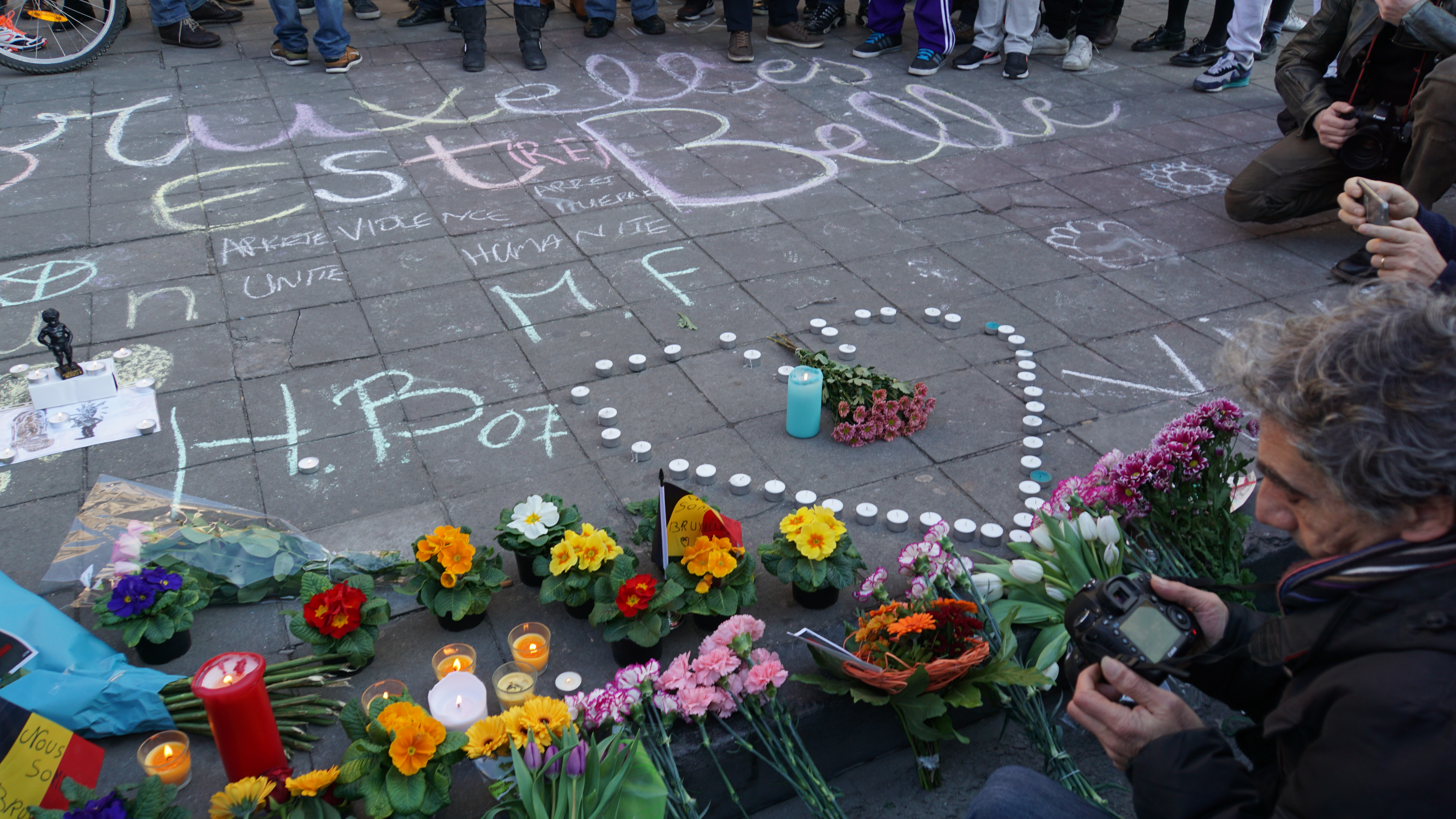
Les gens se recueillent à la place de la Bourse de Bruxelles et laissent des messages à la craie et d'autres hommages aux victimes.

Un certain nombre de pays, de chefs d'État et d'organisations internationales expriment des commentaires ou illuminent des monuments en réaction aux attentats du 22 mars 2016 à Bruxelles.

## Réactions internationales

### Organismes supranationaux
- ASEAN : les pays membres de l'ASEAN condamnent fortement les attentats et expriment leurs profondes sympathies et condoléances au gouvernement et au peuple belge ainsi qu'aux familles des victimes impliquées. L'ASEAN soutient les efforts du gouvernement belge pour retrouver une situation normale aussi vite que possible et emmener les auteurs en justice[1].
- Nations unies : le secrétaire général des Nations unies, Ban Ki-moon condamne les attentats et les nomme « ignobles ». Il présente aussi ses « sincères condoléances aux victimes et à leur famille, et exprime sa solidarité avec le peuple et le gouvernement belge. »[2]
- Organisation de la coopération islamique : Le secrétaire général de l'OCI Iyad Ameen Madani a fortement condamné les attentats terroristes et réaffirme l'inébranlable solidarité et le soutien de l'OCI avec la Belgique[3].

- OTAN : le secrétaire général de l'OTAN, Jens Stoltenberg a exprimé ses condoléances et a déclaré qu'il était « profondément attristé par les attentats ici à Bruxelles ce matin. » Il a aussi déclaré que l'organisation a « décidé d'augmenter le niveau d'alerte au quartier général de l'OTAN. »[4]
- Union africaine : la présidente de la Commission de l'Union africaine Nkosazana Dlamini-Zuma a déclaré "je condamne fortement les attentats ignobles à l'aéroport de Zaventem et à la station de métro de Bruxelles, qui ont pris la vie de dizaines de civiles innocents et laissé des blessés ”. Dlamini-Zuma a exprimé la solidarité de l'UA avec le gouvernement et le peuple belge, a présenté ses condoléances aux familles dépossédées et a souhaité la guérison rapide des blessés[5].
- Union européenne : le président du Conseil européen Donald Tusk a nommé ces attentats d'une "autre horreur commise par les terroristes au service de la haine et de la violence."[6]

### Pays

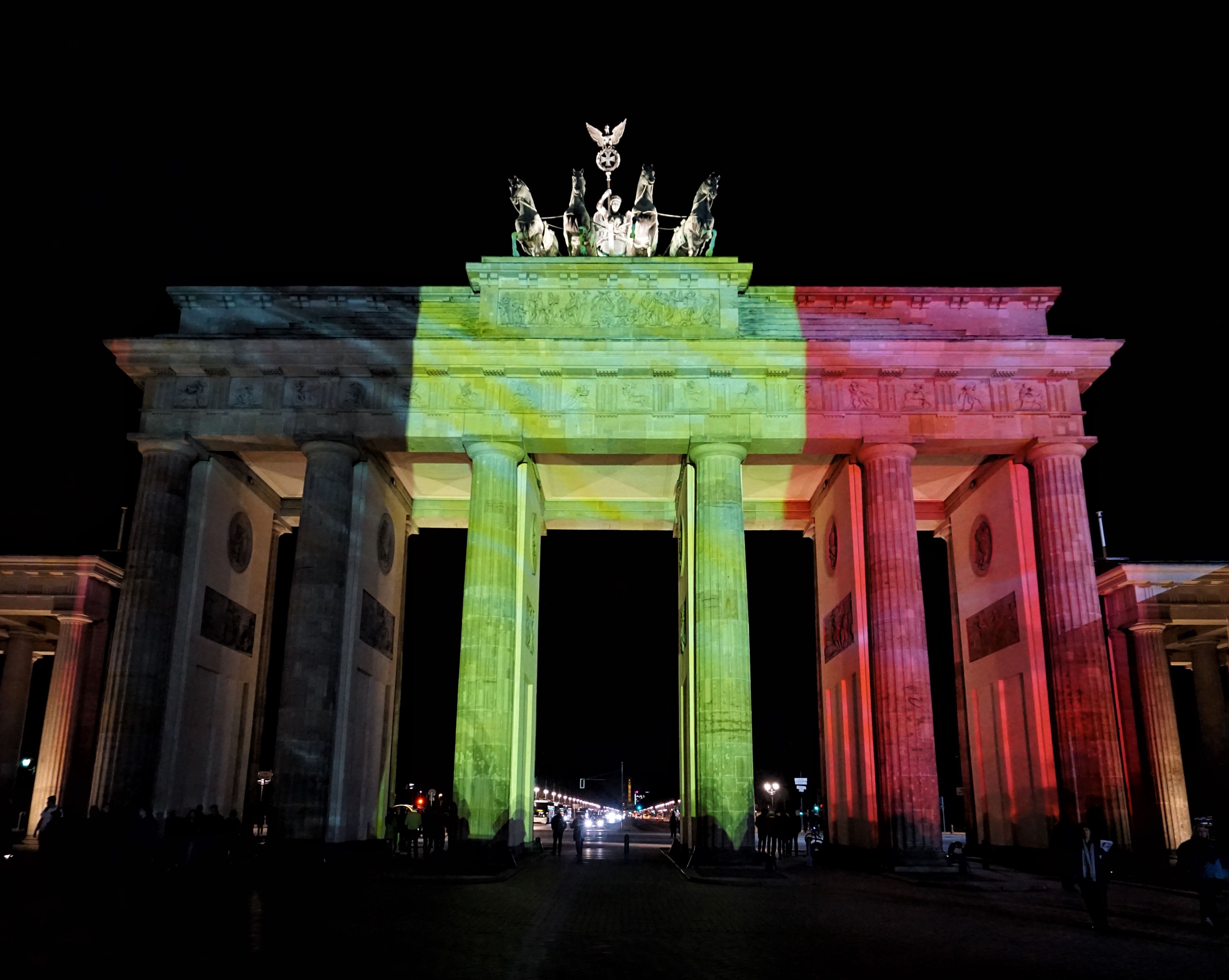
La Porte de Brandebourg de Berlin illuminée aux couleurs du drapeau belge.

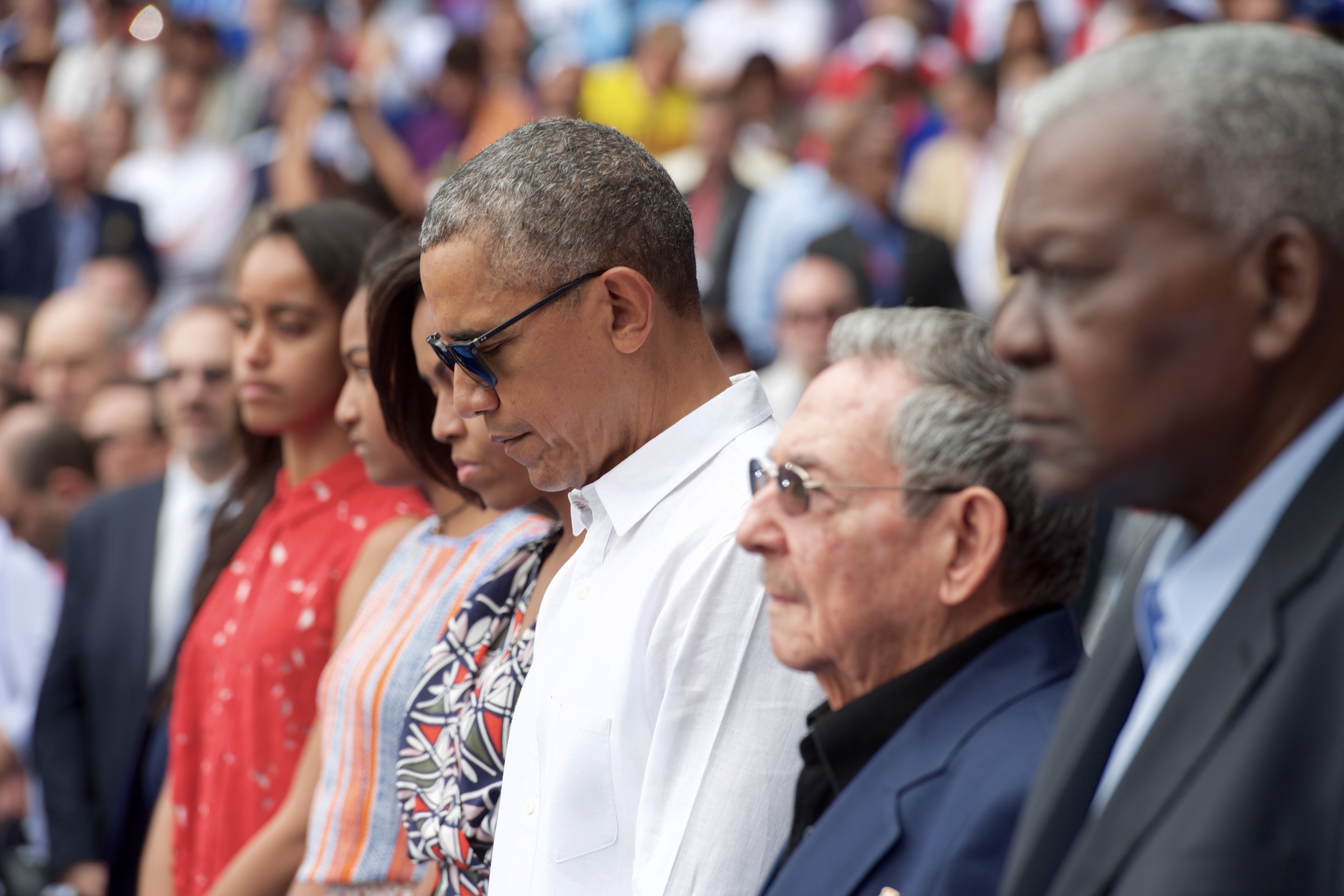
Le président cubain Raúl Castro et la famille Obama en visite observent une minute de silence pendant une partie de baseball.

- Allemagne : Dans une lettre de condoléances au Roi Philippe, le président Joachim Gauck a condamné les attentats de "crime terrible " et a annoncé qu'ensemble avec la Belgique, l'Allemagne "défendrait nos valeurs communes de liberté et de démocratie"[7].
- Arabie saoudite : le roi Salmane a condamné fortement les attentats de terreur et a appelé à des efforts internationaux communs pour affronter et éliminer 'le fléau du terrorisme' qui fait rage maintenant[8].
- Azerbaïdjan : Le président Ilham Aliyev a exprimé ses condoléances: "Nous avons été profondément attristés par les nouvelles des lourdes pertes et blessures, conséquences des explosions dans la ville de Bruxelles.”[9]
- Bahreïn : Le ministère des Affaires étrangères « affirme le soutien du Royaume de Bahreïn pour le Royaume de Belgique, face à la violence, à l'extrémisme et au terrorisme peu importe leurs origines ou motivations. » « Il exprime ses sincères condoléances et sympathies aux familles et proches des victimes et souhaite la guérison rapide à tous les blessés dans ces actes terroristes perfides qui s'attaquent aux principes des religions et à toutes les valeurs éthiques et humaines. »[10]
- Biélorussie : Le ministre des Affaires étrangères Vladimir Makeï a exprimé leurs condoléances aux victimes des attentats terroristes dans la capitale belge, à leurs proches et à leur famille et a déclaré que la Biélorussie condamne fortement toute forme de terrorisme[11].
- Belgique : Philippe, roi des Belges, a donné un discours sur une télévision nationale. Le roi Philippe a exprimé son chagrin ainsi que celui de sa femme à la suite des évènements et a offert leur soutien complet aux membres des services des urgences et de la sécurité. Ainsi que leur gratitude à tous ceux qui ont offert spontanément leur aide[12].
- Bosnie-Herzégovine : Le premier ministre Denis Zvizdić a envoyé un télégramme de condoléance au premier ministre de Belgique Charles Michel. "De la part du conseil des ministres de B-H, et de moi-même, je présente nos sincères condoléances à vous, peuple belge, et aux familles des victimes. Nous étions profondément agités par ces horribles nouvelles matinales à propos de la série d'attentats terroristes à Bruxelles."[13]
- Botswana : Le Botswana a condamné les attentats terroristes à Bruxelles, déclarant que les “actes odieux” ont causé un carnage indicible parmi la population civile innocente ainsi que la destruction des biens. Le gouvernement du Botswana a déclaré que la série d'attentats terroristes est “un terrible souvenir des atrocités qui ont été opérées à Paris en Novembre 2015.”[14]
- Brésil : Le Ministère des Relations extérieures a exprimé sa consternation et a condamné dans les termes les plus forts les attentats terroristes lâches qui sont survenus à Bruxelles. Le gouvernement brésilien a exprimé sa solidarité avec les familles des victimes et avec le peuple et gouvernement belge, et a réitéré son inébranlable conviction que chaque acte terroriste mérite une condamnation unanime de la communauté internationale, peu importe leur motif et origine. Le Consulat Général du Brésil à Bruxelles travaille sur une amélioration du régime de droit pour aider les amis et familles à chercher des informations sur des brésiliens[15].
- Bulgarie : Le président Rossen Plevneliev a envoyé ses condoléances au peuple de Belgique: “La République de Bulgarie condamne fortement ces actes de violence. De tels actes contre des civiles ne peuvent être justifiés par aucune circonstance." Le premier ministre Boyko Borissov a aussi publié une déclaration condamnant les attentats à la bombe, et appelle à la "solidarité" partout en Europe[16].

- Chili : La présidente Michelle Bachelet a déclaré « Personnellement et au nom du peuple du Chili, je manifeste nos plus profonds regrets pour ce qui s'est passé ce matin à Bruxelles, où des gens innocents ont été tués et beaucoup sont blessés à cause des bombes détonantes à l'aéroport et à la station de métro. » « Nous avons envoyé du Chili nos condoléances aux familles de ceux qui ont été tués et blessés dans ces attentats lâches et notre soutien au gouvernement belge. » « Nous condamnons et rejetons toute forme de violence et de terrorisme, qui ne servent qu'à soumettre notre coexistence à la peur et à la déraison. Je suis sûre que suite à cette action contre quelques-uns, le monde entier va répondre avec la justice et la solidarité pour la paix pour triompher de la haine. »[17]
- Chine : La porte-parole du ministère des Affaires Étrangères Hua Chunying a déclaré que la Chine « condamne fortement » les attentats de Bruxelles et « s'oppose fermement à toute forme de terrorisme »[18].
- Colombie : Le président Juan Manuel Santos a exprimé sa solidarité avec le peuple de Belgique et a nommé les attentats comme "des actes condamnables de terrorisme."[19] Le gouvernement de Colombie, par son Ministère des Affaires étrangères, a publié une déclaration condamnant les attentats et exprimant sa solidarité avec le peuple et gouvernement belge. Dans la déclaration, la Colombie a déclaré que "Le terrorisme est une menace pour toutes nos sociétés, et l'union dans la communauté internationale est fondamentale pour agir correctement contre ces actes violents qui génèrent l'insécurité, l'incertitude et une grande douleur."[20]
- Corée du Nord : Le président du Présidium de l'Assemblée suprême populaire de Corée du Nord Kim Yong Nam a déclaré que la Corée du Nord "exprime ses profondes condoléances et sa sympathie au roi [de Belgique] et, via celui-ci, aux victimes et aux familles dépossédées."[21]
- Corée du Sud : Le vice-ministre des Affaires étrangères pour les coréens d'outremer Lee Key-cheol condamne fortement l'attaque et conseille aux sud coréens d'accorder une attention particulière à leur sécurité, déclarant "aucun endroit dans le monde n'est libéré de la menace terroriste". Pendant que le porte-parole du Ministère des Affaires étrangères Cho June-hyuck a offert les condoléances et la sympathie à toutes les victimes, à leurs familles et au gouvernement belge[22].
- Costa Rica : Le président Luis Guillermo Solís a déclaré « Je condamne les attentats terroristes brutaux à Bruxelles. De tels actes barbares qui n'ont pas de justification excepté le rejet des plus hautes et des plus sacrés valeurs de la famille humaine pour leurs auteurs ont blessé sérieusement la paix et la sécurité internationale. » Il a aussi déclaré qu'au nom de son pays, le « sentiment de solidarité et de deuil » va au peuple belge et aux autorités de ce pays et à l'Union Européenne (UE) en général[23].
- Croatie : La présidente Kolinda Grabar-Kitarović et le premier ministre Tihomir Orešković ont présenté leurs condoléances. Grbar-Kitarović a envoyé une annonce au Roi Philippe déclarant qu'elle était profondément choquée par les attentats et par la perte de beaucoup de vies à Bruxelles″. Orešković a déclaré que les attentats, ne sont pas seulement une attaque contre la Belgique, mais une attaque contre l'Europe et contre tous ceux qui se battent contre le terrorisme″.

- Chypre : Le président Nicos Anastasiades a exprimé ses condoléances, déclarant "Nos pensées et prières sont avec le peuple de Belgique et avec les familles de ceux qui ont été tués ou blessés par les attentats terroristes odieux."[24]
- Danemark : Le premier ministre Lars Løkke Rasmussen a condamné les attentats à la bombe les nommant "méprisables" et a déclaré que ses pensées sont avec les victimes et leur famille[25].
- Équateur : "Le Ministère des Affaires Étrangères d'Équateur, au nom du gouvernement et du peuple équatorien exprime son plus dynamique rejet des attentats de ce matin à l'aéroport et dans le métro de Bruxelles". L'Équateur a présenté ses "plus profondes condoléances" au peuple et gouvernement belge et a exprimé sa solidarité avec les familles des victimes et avec les blessés "dans cet ignoble évènement."[26]
- Égypte : Le Ministère des Affaires Étrangères a condamné les attentats de Bruxelles dans les "termes les plus forts". Le porte-parole du Ministère des Affaires Étrangères a déclaré "Le moment est venu pour le monde de prendre une position final pour traiter avec le phénomène du terrorisme international qui vise la sécurité et la stabilité des gens autour du monde, et qui cherche à ébranler toutes les civilisations humaines."[27]
- Émirats arabes unis: Une déclaration publiée par Anwar bin Mohammed Gargash, le ministre d'état des Affaires étrangères, exprimait la condamnation de "ces actes terroristes lâches qui ont ciblé des civils innocents", réitérant la position déterminée des EAU et le rejet de toute forme de violence et de terrorisme[28].
- Espagne : Le premier ministre Mariano Rajoy déclarait que "le terrorisme ne parviendra pas à nous vaincre. L'union des démocrates régnera toujours sur le barbarisme et la folie"[29].
- Estonie : Le premier ministre Taavi Rõivas a déclaré "Nous sommes tous profondément choqués par les attentats de terreur qui se sont produits à Bruxelles,” “Il y a un objectif à ces attentats mortels et infâmes: semer la peur.” "Nous n'allons pas abandonner face à cette peur. Aussi quand le cœur de l'Europe est frappé. L'Estonie est avec le Belgique et avec le reste de l'Europe debout contre la terreur.” Le premier ministre a offert ses sympathies aux parents proches des victimes[30].
- États-Unis : Le président Barack Obama déclarait à La Havane, à Cuba, que "les pensées et prières du peuple américain vont au peuple de Belgique et nous sommes solidaires avec eux", ajoutant "nous ferons tout ce qui est nécessaire pour aider notre amie et alliée Belgique en amenant en justice les responsables."[31] Obama a aussi publié un décret appelant les drapeaux américains à être en berne jusqu'au Vendredi 25 mars 2016[32].
- Éthiopie : Mercredi, le Ministère des Affaires Étrangères éthiopien a condamné les "attentats terroristes barbares et lâches". Le Ministère a aussi exprimé ses condoléances au peuple et au gouvernement belge et spécialement aux familles dépossédées des victimes de ces attentats. Il souhaite aussi une guérison rapide à tous ceux qui ont été blessés dans les attentats[33].
- Fidji : Le ministre des Affaires Étrangères Ratu Inoke Kubuabola a envoyé ses condoléances et a écrit que "ses pensées et prières sont avec les familles de ceux qui ont perdu des bien-aimés ou qui ont été blessés lors des attentats terroristes ignobles à Bruxelles."[34]
- Finlande : Le président Sauli Niinistö, le premier ministre Juha Sipilä et le ministre des finances Alexander Stubb ont présenté leurs condoléances au peuple belge. Le président a déclaré: "La Finlande condamne sans équivoque toute forme de terrorisme. Au nom du peuple finlandais, j'exprime ma plus profonde sympathie pour les familles des victimes et pour le peuple de Belgique." Le premier ministre a déclaré: "Les nouvelles à propos des explosions à Bruxelles sont choquantes. Une frappe au cœur de l'Union Européenne nous affecte tous. Mes sincères condoléances aux amis et aux familles des victimes." Le ministre des finances a déclaré: "Choqué d'entendre parler des explosions à l'aéroport de Bruxelles. Condoléances aux victimes et à leur famille."[35]

- France : Le président François Hollande a déclaré que les attentats à la bombe de Bruxelles étaient une attaque contre l'Europe entière et que la France continuera la lutte contre le terrorisme au niveau international et national[36]. La maire de Paris, Anne Hidalgo a annoncé que la Tour Eiffel serait illuminée dans les couleurs nationales de la Belgique le soir du 22 mars 2016[7].Le premier ministre français Manuel Valls a déclaré, “Nous sommes en guerre.”[37]
- Géorgie : Le Ministère des Affaires Étrangères est choqué par les "actes terroristes barbares" dans la capitale de la Belgique, Bruxelles. Le Ministère a ajouté : „La Géorgie condamne tout acte de terrorisme et considère que les attentats terroristes à Bruxelles représentent le pire crime contre l'humanité et vise la paix mondiale”[38].
- Ghana : Le président John Dramani Mahama a condamné les attentats terroristes à la bombe à Bruxelles. Il a déclaré "Attentats suicide à Bruxelles. Une autre attaque lâche contre des civils innocents. Nous sommes solidaires avec la Belgique. Nous ne serons pas intimidés."[39]
- Grèce : Le premier ministre Alexis Tsipras a exprimé la solidarité, déclarant que "La Grèce est solidaire avec les habitants de Belgique et de l'UE. Nous ne pouvons pas accepter que la peur, la haine religieuse et le racisme règnent en Europe."[40] Le Ministère des Affaires Étrangères grec a décrié l'attaque, et a déclaré "La capitale de notre Union est attaquée. Nous pleurons les morts et nous nous engageons à vaincre la terreur par la démocratie."[41]
- Guatemala : Le Guatemala « regrette les pertes de vies et exprime sa consternation et solidarité avec le peuple, le gouvernement de Belgique et avec l'Union Européenne, spécialement aux familles des victimes, » a indiqué le Ministère des Affaires Étrangères dans une déclaration. Réitérant sa condamnation forte des attentats, il déplorait "cette sorte d'actes est contraire aux droits humains, à la coexistence paisible et au respect de la vie."[42]
- Honduras : Le gouvernement a exprimé "ses condoléances au peuple et au Royaume de Belgique". Il déclarait aussi "sans aucun doute le monde est choqué par cette triste nouvelle de la mort d'au moins 34 personnes et par le nombre de 200 blessés dans les attentats à la bombe dans la ville de Bruxelles, qui ont secoué toute la grande famille Européenne et qui ont menacé la paix et le bonheur de la communauté internationale"[43].
- Hongrie : Le premier ministre Viktor Orbán a exprimé ses condoléances en disant que, « il était choqué d'entendre parler des attentats »[44]. Il a aussi ordonné le second degré d'alerte terroriste[45].
- Islande : Le ministre des Affaires Étrangères Gunnar Bragi Sveinsson a déclaré que les gens peuvent être reconnaissants qu'aucun citoyen Islandais n'ait été touché[46].
- Inde : Le premier ministre Narendra Modi a exprimé ses condoléances en déclarant, "Les nouvelles de Bruxelles sont inquiétantes. Les attentats sont condamnables. Condoléances aux familles des décédés. Puissent ces blessés guérir rapidement"[47].
- Indonésie: Le  Ministère des Affaires étrangères indonésien a publié une déclaration disant "Le gouvernement indonésien et le peuple transmet ses plus profondes condoléances au peuple et gouvernement de Belgique, spécialement aux victimes et à leur famille." La déclaration indiquait aussi que l'Indonésie condamne fortement le terrorisme et les activités violentes pour n'importe quelle raison, et appelait la communauté internationale à accroitre le partenariat pour s'attaquer au radicalisme et au terrorisme[48].
- Iran : Le président Hassan Rouhani a "fermement condamné" les explosions de bombes terroristes dans la capitale de la Belgique, Bruxelles: “Je condamne fermement les attentats terroristes à Bruxelles. Les plus profondes condoléances au gouvernement et au peuple de Belgique, spécialement à ceux qui ont perdu un être cher“, déclarait Rouhani sur son compte Twitter. Le porte-parole du Ministère des Affaires étrangères, Hossein Ansari a aussi condamné la double explosion à Bruxelles, soulignant l'importance de l'adoption d'efforts pour battre le terrorisme qui est menaçant pour le monde entier[49].
- Irak : Le président Fouad Massoum a déclaré "L'Irak condamne fortement de tels actes criminels et exprime sa profonde solidarité avec le gouvernement ami et avec le peuple de Belgique." Il a aussi appelé pour "le renforcement de la coopération entre les différents pays à tous les niveaux, d'une manière qui pourrait stopper la croissance du terrorisme et éliminer leurs foyers et leurs moyens de subvention."[50]
- Irlande : Le Taoiseach Enda Kenny déclarait: "Je comprends de notre ambassadeur à Bruxelles que, pour autant que nous le sachions, aucun citoyen irlandais n'a été impliqué ici avec les circonstances tragiques, mais nous ne pouvons pas encore être certains quant à l'impact de ce qui est arrivé. "Le président Michael D. Higgins a présenté ses condoléances au nom du peuple irlandais au Roi Philippe de Belgique, déclarant: "Ces attentats frappent les droits fondamentaux de tous pour vivre en paix. Ces actes ne doivent pas ébranler la volonté de tous les Européens de vivre et travailler ensemble."[51] Le Taoiseach Kenny a convoqué une réunion du  Comité National de Sécurité (CNS), de l'état, et le conseil des ministres a reçu une séance d'information[52]. Le Dáil Éireann, le parlement irlandais, a observé une minute de silence pour les tragédies de Bruxelles[53].
- Israël : Le premier ministre Benyamin Netanyahou déclarait "Je veux envoyer mes condoléances aux familles de ceux qui ont été assassinés dans les attentats terroristes d'aujourd'hui à Bruxelles. La chaîne d'attentats de Paris à San Bernardino à Istanbul en Côte d'Ivoire et maintenant à Bruxelles, et les attentats quotidiens en Israël, ceci est une agression continue contre nous tous."[54] Yisrael Katz, le ministre du transport et de l'échange d'informations déclarait que le Belgique devait "renforcer sa sécurité au lieu de seulement manger du chocolat et de profiter de la vie,”[réf. à confirmer][55]
- Italie : Le premier ministre Matteo Renzi déclarait que son cœur et son esprit étaient à Bruxelles; tandis que le ministre des Affaires étrangères Paolo Gentiloni déclarait "Je retiens mon souffle et je suis auprès des  Belges face à cette attaque choquante au cœur de l'Europe."[56]
- Jamaïque : Le premier ministre Andrew Holness déclarait "Au nom du gouvernement et du peuple de Jamaïque, je voudrais exprimer nos profondes sympathies aux peuple et au gouvernement belge. Nous présentons nos condoléances aux familles de ceux qui ont perdu la vie et prions pour la guérison rapide de ceux qui ont été blessés dans les attentats terroristes de ce matin."[57]
- Japon : Le premier ministre Shinzō Abe a exprimé son outrage et choque des morts dans les attentats à la bombe, déclarant "Le terrorisme ne pourra jamais être toléré", ajoutant qu'il exprimait la "solidarité japonaise forte avec la Belgique et l'Union Européenne, qui font face à des difficultés pour le moment."[58]
- Jordanie : Le ministre des Affaires étrangères Nasser Gouda déclarait "La position de la Jordanie a toujours été de dénoncer le terrorisme, et nous sommes solidaires avec nos amis en Belgique pendant cette période difficile."[59]
- Kazakhstan : Le président Noursoultan Nazarbaïev a envoyé un télégramme au Roi Philippe dans lequel il a exprimé ses condoléances en son nom et au nom du peuple du Kazakhstan aux familles dépossédées et a souhaité une guérison rapide aux blessées. Nazarbayev condamne toutes les formes de terrorisme et d'extrémisme qui présente une menace pour la sécurité internationale, et exprime son soutien complet au peuple de Belgique dans une période difficile pour le pays[60],[61].
- Kenya : Le président Uhuru Kenyatta a condamné l'attaque terroriste à Bruxelles. Il déclarait que l'acte était une attaque contre la démocratie, la société ouverte et les valeurs qui sont chères au Kenya. Il appelait les nations à se tenir avec Bruxelles et à aider la lutte commune pour protéger la démocratie et la liberté humaine de ces ennemis extrémistes. « Le Kenya pleure aujourd'hui avec le peuple et le gouvernement belge suite aux attentats terroristes odieux. Nous sommes aussi solidaires avec l'Union Européenne, remarquant que ses grandes institutions sont hébergées à Bruxelles. »[62]
- Kosovo: Le premier ministre Isa Mustafa déclarait : "J'exprime le chagrin de nos citoyens et du gouvernement du Kosovo pour les victimes de ces actes terribles de terrorisme. J'exprime la solidarité avec les familles des victimes et avec le gouvernement de Belgique."[13]
- Koweït : Le ministère des Affaires étrangères du Koweït a condamné les attentats de Bruxelles. Le Koweït soutient toutes les mesures prises par la Belgique pour protéger sa sécurité et sa stabilité. Le Ministère a présenté aussi ses sincères condoléances aux familles et a souhaité une guérison rapide aux blessés[63].
- Kirghizistan: Le président Almazbek Atambaev déclarait que "La République kirghize condamne fortement cet acte inhumain et épouvantable de terrorisme et estime qu'ils sont des actes inacceptables et injustifiés de terrorisme"[61].
- Lettonie : Le ministre des Affaires étrangères Edgars Rinkēvičs déclarait que "La Lettonie est solidaire avec Bruxelles et la Belgique contre le terrorisme"[64].
- Liberia : La présidente Ellen Johnson Sirleaf a condamné les attentats terroristes de Bruxelles. Elle a envoyé un message au Roi Philippe de Belgique, a exprimé son profond regret pour les évènements pénibles, déclarait que le Liberia est attristé par les pertes de vies résultants de ces actes lâches[65].
- Libye : Les trois gouvernements Libyens ont condamné les attentats de Bruxelles[66].
- Lituanie : La présidente Dalia Grybauskaite et le premier ministre Algirdas Butkevicius ont exprimé leur solidarité avec les victimes, et a condamné l'attaque. Le premier ministre a déclaré: "Je présente mes plus profondes condoléances aux familles et proches des victimes et à tout le peuple de Belgique et des autres pays touchés par cette tragédie.” “Je souhaite l'union dans ces heures difficiles et la santé et le courage aux blessés.”[67]
- Luxembourg : Le premier ministre Xavier Bettel déclarait "Au nom de nous tous, j'ai communiqué notre douleur partagée pour les familles et amis des victimes et pour nos voisins belges...Ce que nous craignions est arrivé... Nous sommes très unis et profondément affectés par ce qui est arrivé à nos voisins belges." Le Grand-Duc Henri dans une lettre ouverte a écrit "Dans ces moments très sombres, nous pensons avec révérence aux victimes des attentats de Bruxelles et à leur famille. Soyez assurés de notre inconditionnelle solidarité dans la défense de nos valeurs communes."[68]
- Macédoine : Le premier ministre Emil Dimitriev a déclaré dans un télégramme: "J'ai reçu les nouvelles des attentats terroristes à Bruxelles, qui ont tué un certain nombre de personnes et où il y a eu un grand nombre de blessés, avec dégoût. Dans ces moments difficiles de chagrin du peuple ami belge, laissez-moi exprimer mes condoléances aux familles des victimes de ces actes barbares et anti-civilisation, et souhaiter une récupération rapide aux blessés. Les pensées et prières des citoyens macédoniens vont aux citoyens de Belgique."[13]
- Malaisie : Le premier ministre Najib Razak a exprimé la solidarité malaisienne avec le peuple belge et appelait à l'unité contre les 'attentats lâches'[69]. Le gouvernement malaisien a condamné fortement les attentats[70]. Tandis que le vice-premier ministre Ahmad Zahid Hamidi condamnait les attentats à la bombe, et déclarait "En mon nom et au nom de tous les malaisiens nous nous sentons extrêmement tristes et choqués par ce qui est arrivé à Bruxelles. Nous sommes solidaires avec les Belges et soutenons toute action qui va être prise pour trouver ceux qui sont responsables des attentats"[71].
- Malte : Le gouvernement maltais déclarait qu'il était profondément choqué par les attaques à la bombes et qu'il "condamne dans les termes les plus catégoriques ces actes ignobles et exprime son profond chagrin face aux pertes de vies et sa sympathie avec les blessés."[72] Les drapeaux sur les bâtiments du gouvernement étaient en berne le 24 mars en solidarité avec les victimes des attentats[73].
- Mexique : Le secrétaire des Affaires étrangères mexicain a condamné les attentats rejetant “le terrorisme dans toutes ses formes et manifestations” et a envoyé ses “condoléances et sa solidarité avec le peuple et le gouvernement du Royaume de Belgique, et avec les familles des victimes.”[74]
- Monténégro : Le premier ministre Milo Đukanović déclarait : « Suite aux attentats terroristes d'aujourd'hui à Bruxelles, dans lesquels des dizaines de personnes ont été tuées ou blessées, j'exprime au nom du Gouvernement du Monténégro et en mon nom nos plus profondes condoléances. Nous condamnons fortement ces actes déplorables au cœur de l'Europe. »[13]
- Népal : Le ministère des Affaires étrangères a déclaré: "Le Gouvernement du Népal est choqué d'apprendre que des attentats terroristes à la bombe ont eu lieu dans différents lieux de Bruxelles, attentats qui ont résulté en une perte massive de vies et qui ont blessé trop de personnes innocentes." "“Le Népal condamne le terrorisme dans toutes ses formes et manifestations et considère que le terrorisme doit être fermement et résolument examiné où et quand il a pris place.”[75]
- Nicaragua : Le président Daniel Ortega déclarait "nous voulons présenter nos plus profondes condoléances et exprimer notre totale condamnation des attentats terroristes qu'a vécu Bruxelles ce matin". Le gouvernement a déclaré "dénonçons et condamnons tout acte terroriste qui nous blessent tous et qui causent de la souffrance, des pertes et la confusion dans notre monde."[76]
- Nigeria : Le conseiller spécial du président Muhammadu Buhari, Femi Adesina, déclarait "Le président assure à la communauté mondiale, que le Nigeria va continuer à travailler avec les autres pays du monde pour garantir que le terrorisme ne triomphera jamais sur les nations et peuples du monde qui sont libres, pacifiques et respectueux des lois." "Il souhaite un prompt rétablissement aux plus de 100 personnes blessées dans les attentats."[77]
- Norvège : Le premier ministre Erna Solberg déclarait que les attentats terroristes à Bruxelles sont cruels. La Norvège condamne fortement les attentats, et ses pensées sont avec les victimes et à leur famille[78]. Le Roi Harald V déclarait dans une condoléance au Roi Philippe de Belgique que "J'ai reçu avec une grande tristesse les nouvelles des attentats terroristes odieux d'aujourd'hui à Bruxelles, ce qui a entraîné tant de morts et de blessés. Cette tragédie dans le cœur de l'Europe nous rappelle encore une fois l'importance de la protection de nos valeurs démocratiques fondamentales. En mon nom et au nom du peuple norvégien, j'envoie à Votre Majesté mes plus profondes condoléances. Je vous demande de transmettre mes condoléances et ma sympathie aux dépossédés et au peuple belge"[79].
- Nouvelle-Zélande : Le premier ministre John Key déclarait: "Nous condamnons complètement ces actes épouvantables qui en ont tué et blessé tant." "Aucune personne innocente ne devrait à s'inquiéter à propos de telle violence quand ils vaquent à leur vie quotidienne et la Nouvelle-Zélande reste avec la Belgique dans la lutte contre le terrorisme."[80]
- Ouzbékistan : Le président Islom Karimov envoie un message au Roi Philippe dans lequel il communiquait sa sympathie aux familles et amis de ceux qui ont été tués et blessés[81].
- Pakistan : Le ministère des Affaires étrangères du Pakistan a publié une déclaration disant "Nous sommes profondément attristés d'apprendre les explosions à la bombe à Bruxelles à l'aéroport de Zaventem et dans la station de métro qui ont causé la perte de précieuses vies." Le premier ministre pakistanais, Nawaz Sharif et le président, Mamnoon Hussain, ont aussi condamné l'attaque et ont offert leurs condoléances[82],[83],[84],[85],[86],[87]. L'ambassade locale du Pakistan à Bruxelles a aussi annulé les célébrations de leur Pakistan Day annuel et ont observé une minute de silence comme un moyen de montrer la solidarité avec la Belgique[88],[89]. Le Conseil des Oulémas de tout le Pakistan, un organisme de clercs religieux pakistanais, a aussi condamné l'attaque les nommant 'odieux'[90].
- Palestine : Le président Mahmoud Abbas "a offert ses plus profondes condoléances aux familles des victimes et souhaiter un rétablissement rapide aux blessés" et déclarait que le "peuple palestinien abhorre le terrorisme et rejette le fait d'attaquer des civils"[91]
- Panama : Le Gouvernement de la République du Panama est solidaire avec le peuple et le Gouvernement du Royaume de Belgique après les attentats terroristes à l'aéroport et à Bruxelles, qui ont laissé plusieurs victimes et blessés au compteur. En tant que pays pacificateur, le Panama condamne ces actes et tous les actes de violence et appelle au respect des droits humains et à la sécurité internationale[92].
- Papouasie-Nouvelle-Guinée : Le premier ministre Peter O'Neill déclarait: "La perte de vies innocentes et les blessures qui ont été subies, dont certaines des victimes étaient des enfants, est extrêmement pénible" et "Au nom du peuple de Papouasie-Nouvelle-Guinée, nous présentons nos profondes et sincères condoléances aux familles des victimes de cette atrocité à Bruxelles."[93]
- Paraguay : Le Gouvernement du Paraguay, par le Ministère des Affaires étrangères, a publié une déclaration "exprimant ses condoléances et sentiments de solidarité aux familles des victimes et au peuple et Gouvernement de Belgique" dans leur dénonciation des attentats terroristes. De plus, le gouvernement paraguayen "a répudié les actes criminels et a réitéré son engagement à l'amélioration de la communication internationale du renseignement pour la prévention et l'éradication du terrorisme."[94]

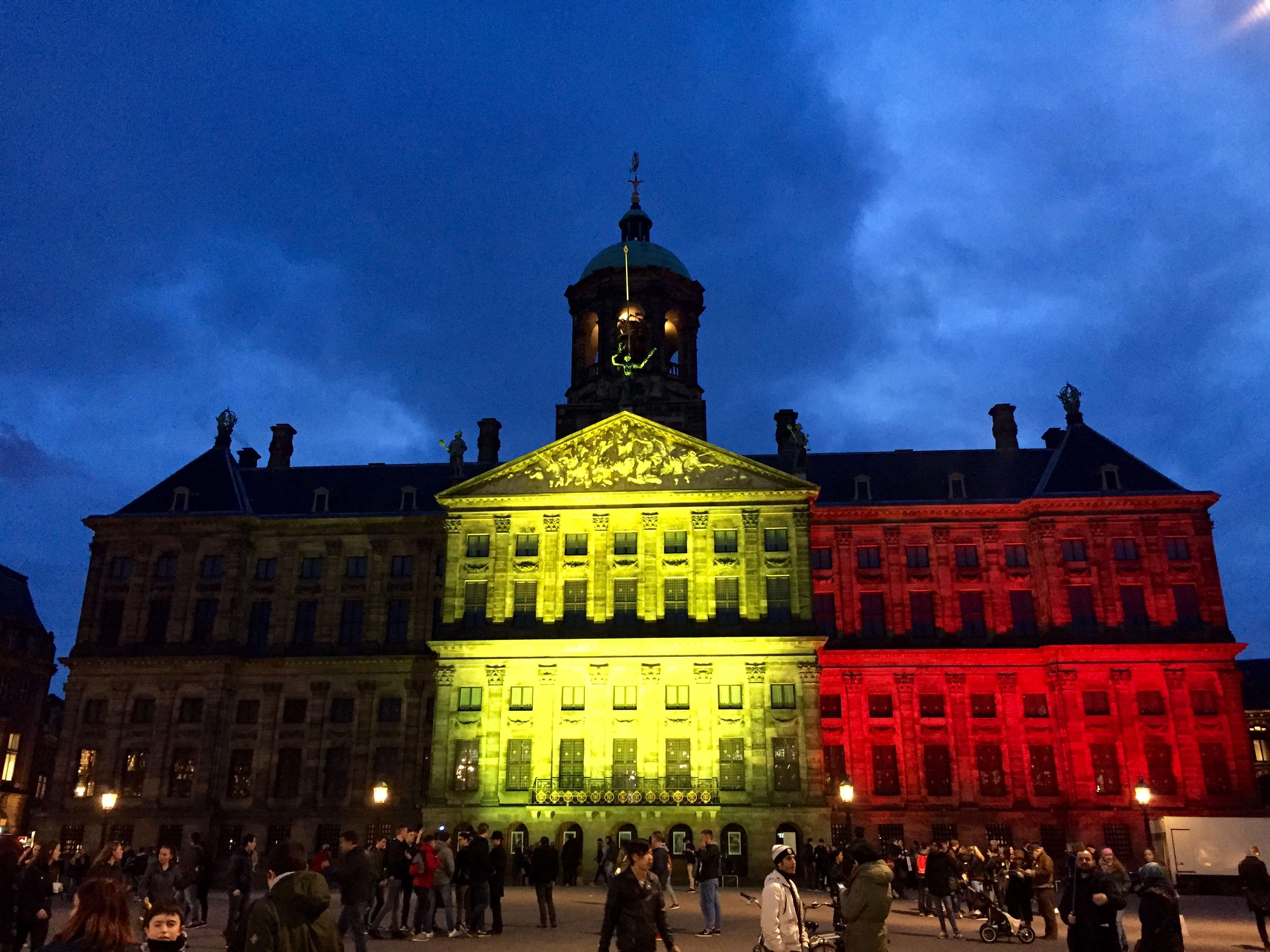
La Palais royal d'Amsterdam illuminée aux couleurs du drapeau belge.

- Pays-Bas : Le premier ministre Mark Rutte déclarait "La Belgique a “encore été frappée par des attentats lâches et meurtriers. Nos cœurs vont aux victimes et à leurs proches. Les Pays-Bas se tiennent prêts à aider et soutenir nos voisins du sud de toute manière possible."[95] Dans une lettre de condoléances au Roi Philippe, le Roi Willem-Alexander a condamné les attentats violents et déclarait, "Ce qu'il faut maintenant c'est que nous montrions notre force collective et que nous défendions les valeurs de liberté"[96].
- Pérou : Le président Ollanta Humala a exprimé la solidarité avec la Belgique, déclarant "Nous sommes passés par des actes terroristes dans le passé, et nous exprimons notre solidarité pas seulement avec la Belgique, mais avec la France et beaucoup d'autres pays européens dans cette situation." Il exprimait aussi ses inquiétudes à propos des services d'échange d'informations et de ma migration en Europe: "Les États-Unis, l'OTAN et l'Union Européenne doivent réviser leur politique d'intervention dans les pays du Moyen-Orient et de l'Afrique du Nord, parce que des sociétés sont brisées."[97]
- Philippines : Le président Benigno Aquino III a ordonné au secrétaire du Transport Joseph Emilio Abaya de resserrer davantage la sécurité des aéroports du pays à la suite des attentats à la bombe de Bruxelles[98]. Le porte-parole d'Aquino, Edwin Lacierda a défini les attentats comme "la définition même de la lâcheté, et n'a sa place dans aucune société civilisée." et a exprimé sa solidarité avec le peuple belge[99]. L'ambassade des Philippines en Belgique a exprimé ses condoléances aux victimes des attentats à la bombe ainsi qu'a leur famille[100].
- Pologne : Le premier ministre Beata Szydło déclarait "Nos pensées sont là-bas, à Bruxelles, et nous prions pour les victimes". Le gouvernement polonais a convoqué une réunion d'urgence après les attentats[101]. La Pologne a déclaré que, compte tenu des attentats, elle ne permettra pas au quota de 7000 réfugiés commandé par l'UE de s'installer en Pologne, "Après ce qui est arrivé à Bruxelles hier, il est impossible maintenant de dire que nous sommes OK avec l'acceptation de quelque nombre de migrants," déclarait le premier ministre Beata Szydlo[102].

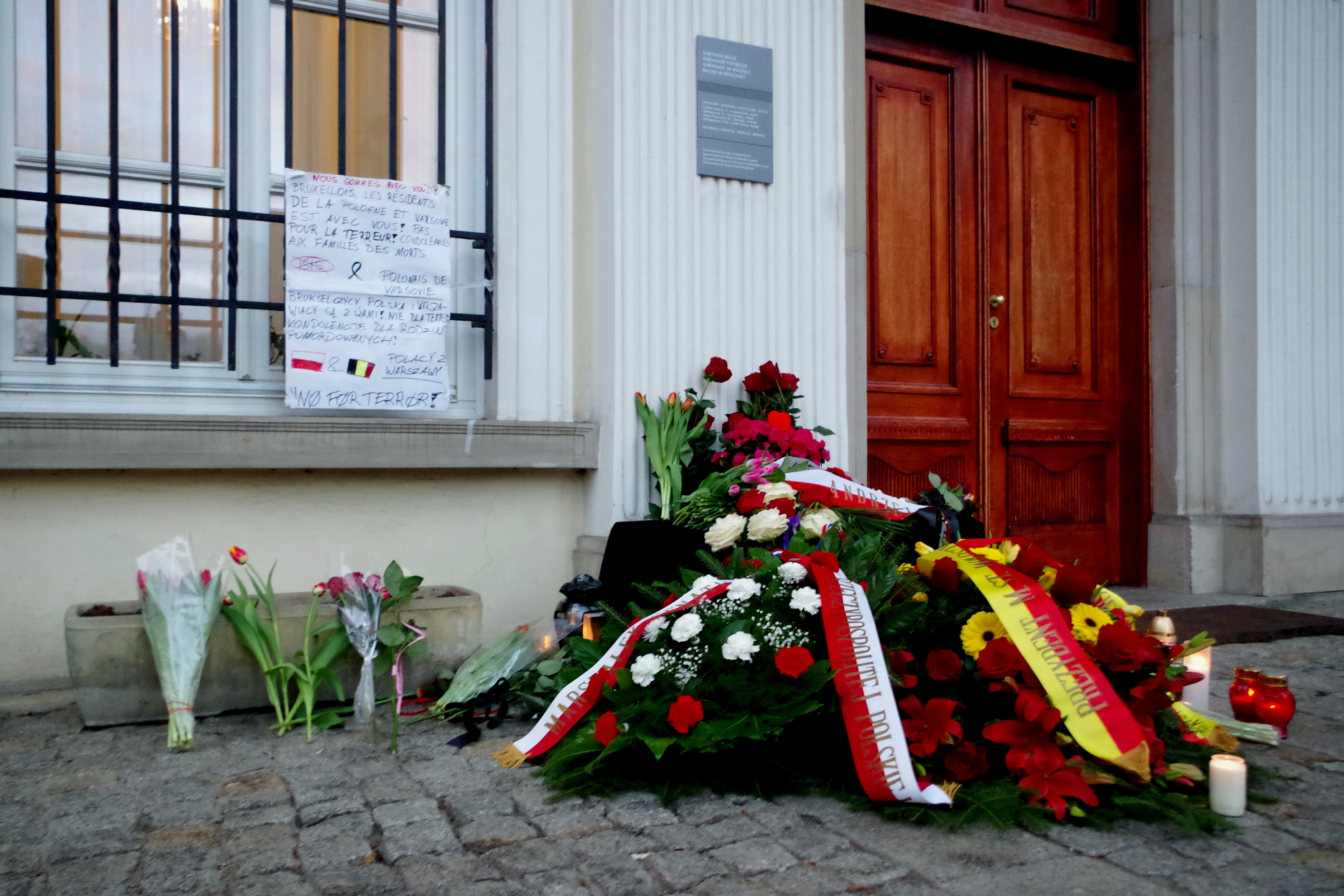
Des fleurs à l'ambassade de Belgique à Varsovie, en Pologne.

- Portugal : Le président Marcelo Rebelo de Sousa a appelé les attentats "une attaque aveugle et lâche au cœur de l'Europe" et déclarait que "Ce qui nous unit c'est la lutte pour la démocratie, la liberté et les droits humains. C'est dans ces moments cruciaux de crise aiguë que nous sentons le besoin de réaffirmer ces valeurs". Le premier ministre António Costa a fait remarquer que le combat contre le terrorisme "nécessite un travail en profondeur, an de plus en plus de coopération internationale forte, et aussi la promotion du dialogue interculturel"[103].
- Qatar : Le Ministère des Affaires étrangères "condamne fortement l' attentat à la bombe criminel, qui contredit toutes les valeurs et tous les principes humains, et vise à terroriser les innocents sans méfiance et déstabilise la paix et la sécurité internationale." Le Ministère "a insisté sur la solidarité complète du Qatar avec l'amical Royaume de Belgique face à toutes les formes de violence et de terrorisme quelles que soient les raisons et les causes"[104].

- République tchèque : Le premier ministre Bohuslav Sobotka a condamné les "attentats brutaux et inhumains" et a visité l'ambassade de Belgique à Prague où il a laissé des fleurs et a signé un livre de condoléances. Les MPs dans la Chambre des députés, dans la chambre basse du Parlement, ont tenu une minute de silence pour les victimes des attentats à la bombe[105].
- Roumanie : Le premier ministre Dacian Cioloș déclarait qu'il est coqué par les attentats à la bombe de Bruxelles et condamne fortement cette attaque[106]. Le jour du 24 mars fut déclaré "Jour de deuil national". Aussi, le bâtiment du Gouvernement roumain a été éclairé aux couleurs du drapeau belge en signe de solidarité avec les victimes des attentats de Bruxelles[107].
- Royaume-Uni : Le premier ministre David Cameron a déclaré "Je suis choqué et concerné par les évènements de Bruxelles. Nous ferons tout ce que nous pouvons pour aider."[108] Les drapeaux étaient en berne aux bâtiments du gouvernement, tandis que le drapeau de la Belgique volait au-dessus du 10 Downing Street[109].
- Russie : Le président Vladimir Poutine a condamné les attentats et a déclaré, "La lutte contre ce mal appelle à la coopération internationale la plus active."[110] Maria Zakharova, la porte-parole du Ministère des Affaires étrangères, déclarait plus tôt le même jour que les attentats sont le résultat de la politique des doubles standards qu'a l'Union Européenne en matière de terrorisme[111]. Et le président du comité des Affaires étrangères au Parlement Alekseï Pouchkov a noté que “Il est temps pour l'Europe de comprendre d'où viens la vraie menace, et d'unir ses efforts avec la Russie.”[112]
- Sainte-Lucie : Le premier ministre Kenny Anthony a exprimé son choc et sa tristesse à propos des attentats de Bruxelles. Il a aussi publié une déclaration au nom du Gouvernement et du peuple de Sainte-Lucie, étant solidaire avec le peuple de Belgique, et avec la communauté internationale, et condamnant les auteurs de ces attentats dans les termes les plus forts possibles[113].
- Saint-Siège : Le Pape François « condamne encore une fois la violence aveugle qui engendre tant de souffrance, et implore le don de la paix de Dieu. »[114]

- Salvador : Le Ministère des Affaires Étrangères a fortement condamné les attentats terroristes à la bombe qui ont eu lieu à Bruxelles, en Belgique, et a exprimé la solidarité avec le peuple et gouvernement belge pour les victimes des attentats. Le gouvernement présente ses condoléances aux familles des décédés; il espère aussi la guérison rapide de ceux qui ont été blessés, et a exprimé l'espoir que la sécurité se restaure prochainement dans ce pays[115].
- Serbie: Le premier ministre Aleksandar Vučić déclarait que ce qui est arrivé dans les catastrophes de Bruxelles*** et est horrifié par ces évènements, mais croit que l'Europe et le monde seront capables de trouver la meilleure réponse à ces attentats terroristes[116].
- Seychelles : Le président James Michel a envoyé un message de condoléances au premier ministre belge Charles Michel. Il déclarait “Nous condamnons fortement ces actes lâches de terreur.” “Nous demeurons convaincus que la justice va prévaloir et que les auteurs seront appréhendés et répondront de leurs crimes.”[117]
- Singapour : Le premier ministre Lee Hsien Loong a exprimé ses condoléances et sympathies des singapouriens aux familles des victimes, et au peuple belge. Il a noté sur Facebook que l'Asie du Sud-Est fait aussi face à une grave menace qui n'est pas une question de si, mais de quand, une attaque aura lieu ici. "En effet, les attentats d'aujourd'hui à Bruxelles se sont déroulés même si les Belges étaient en état d'alerte."[118]
- Somalie : Le Gouvernement condamne fortement et sans équivoque les actes odieux et violents de terrorisme à Bruxelles. “Le fait que les terroristes cibleraient des civiles innocents d'une telle brutale et impardonnable manière est le plus grand signe de leur inhumanité et de leur faillite morale. Toute violence contre des civils innocents visant à les terroriser eux et leur nation est déplorable et entièrement mauvaise.”[119]
- Sri Lanka : Le président Maithripala Sirisena a envoyé un message spécial au Roi Philippe déclarant qu'il était choqué par les nouvelles de l'attaque, décrites comme lâche et barbare. Le président personnellement, et au nom du peuple du Sri Lanka, a présenté les condoléances au gouvernement et au peuple de Belgique et espère une récupération rapide à toutes les victimes touchées dans les explosions. "De tels actes brutaux insensés doivent être condamnés par le monde entier", déclarait-il[120].
- Suède : Le premier ministre Stefan Löfven appelait les attentats à la bombe "une attaque contre l'Europe démocratique" et déclarait que le terrorisme ne devrait jamais être accepté dans les sociétés ouvertes[25]. Le Roi Carl XVI Gustaf déclarait qu'il avait reçu le message avec "consternation et horreur"[121].
- Suisse : Le président Johann Schneider-Ammann déclarait "La Suisse est profondément touchée par les évènements d'aujourd'hui à Bruxelles. Nos pensées vont aux victimes et à leurs familles." "La Suisse et l'Europe sont debout pour la liberté, la sécurité, l'autorité de la loi et la démocratie." "Nous maintiendrons et défendrons toujours ces valeurs."[122]
- Tadjikistan : Le président Emomalii Rahmon a envoyé unn télégramme au Roi Philippe dans lequel il demande à la monarchie de transmettre ses condoléances aux proches des personnes tuées dans les attentats, et souhaite une guérison rapide aux blessés[61].
- Taïwan : Le président Ma Ying-jeou a dénoncé les attentats de terreur et a présenté ses condoléances et sa sympathie à toutes les victimes et familles impliquées[123].
- Thaïlande : Le premier ministre Prayut Chan-o-cha a fortement condamné les attentats et a offert ses condoléances à la Belgique. Pendant que le vice-premier ministre Prawit Wongsuwan a ordonné aux organismes compétents à être vigilants de toute menace terroriste[124]. Le Ministère des Affaires étrangères thailandais a publié une déclaration condamnant « la cruauté des attentats qui ont pris de nombreuses vies et ont blessé de nombreux innocents »[125], ainsi qu'une condoléance de l'Autorité du tourisme de Thaïlande au peuple de Belgique[126].
- Timor oriental : Le gouvernement du Timor oriental exprime sa solidarité avec le gouvernement et le peuple belge et condamne les attentats en les étiquetant comme "des actes criminels inacceptables de violence"[127].
- Togo : Le président Faure Gnassingbé a déclaré dans un message au Roi Philippe : « Je veux vous exprimer mon indignation et ma condamnation de ces attentats odieux et partager la profonde compassion et la solidarité du peuple du Togo. »[128]
- Tunisie : LA Tunisie a condamné les attentats déclarant, "Nous condamnons fortement les attentats lâches qui ont frappé Bruxelles."[129]
- Turkménistan: Le président Gurbanguly Berdimuhamedow condamne les actes terroristes et envoie des paroles de sympathies aux victimes. Le service de presse du président déclarait: « Je m'oppose résolument à toute manifestation de terrorisme et d’extrémisme, Le Turkménistan soutient complètement les efforts de la communauté internationale dans la lutte contre ce mal et son éradication »[61].
- Turquie : Le président Recep Tayyip Erdoğan déclarait "Je condamne fortement les actes terroristes haineux qui ont eu lieu à Bruxelles aujourd'hui. Le peuple de Turquie, qui a subi des attentats tout aussi odieux aux mains des terroristes, partage la douleur des Belges." sur son compte Twitter. Le premier ministre Ahmet Davutoğlu déclarait « Je maudis l'attaque à Bruxelles, qui a encore une fois montré le visage de la terreur mondiale. J'offre mes condoléances au gouvernement et au peuple de Belgique et je veux exprimer la solidarité au nom de notre population." Il ajoutait "J'invite toute l'humanité à rester unie contre la terreur mondiale et contre toute sorte de terrorisme. »[130].
- Ukraine: Le président Petro Poroshenko déclarait : "Choqué par l'acte terroriste mortel dans le cœur de l'Europe unie. Mes condoléances aux familles des victimes. Nous devons arrêter le terrorisme ensemble"[131].
- Uruguay : Le Gouvernement uruguayen a publié une déclaration dans laquelle il condamne "dans les termes les plus forts" les attentats terroristes à Bruxelles. La déclaration disait aussi "A cet égard l'Uruguay encourage la communauté internationale à demeurer unie pour combattre ce fléau qui ampute d'innocentes vies et touche nos principes et valeurs partagés comme la liberté, l'égalité, le respect des droits de l'Homme et la fraternité fondamentale pour conserver une coexistence paisible entre les êtres humains." "Le Gouvernement d'Uruguay présente ses sincères condoléances et sa sympathie aux familles des victimes et au gouvernement et au peuple du Royaume de Belgique."[132]
- Venezuela : Le président Nicolás Maduro "au nom de la population et du gouvernement du Venezuela je condamne fortement les nombreux attentats terroristes dans la ville de Bruxelles aujourd'hui, et présente leurs condoléances et leur solidarité aux familles des victimes de ces actes terribles et répréhensibles". En outre, le gouvernement national a appelé la communauté internationale à "traiter de toute urgence les causes de ce phénomène, et à empêcher l'accès par des groupes terroristes à des sources de financement, d'entraînement et de dotation logistique"[133].
- Viêt Nam : Le président Trương Tấn Sang a présenté ses condoléances au Roi Philippe pendant que le premier ministre Nguyễn Tấn Dũng envoyait ses condoléances à son homologue Charles Michel à propos des attentats à la bombe. Le porte-parole du Ministère des Affaires étrangères vietnamien Le Hai Binh a donné les instructions suivantes à son ambassade en Belgique: vérifier qu'aucun citoyen vietnamien ne figure parmi les victimes, ajoutant que "Le Viêt Nam est dégoûté par de tels attentats"[134].

### Groupes militants islamistes
- État islamique : Daesh/ISIL/ISIS a publié une déclaration déclarant « Les combattants de l'État islamique ont ouvert le feu à l'intérieur de l'aéroport de Zaventem avant que plusieurs d'entre eux n'aient fait exploser leur ceinture d'explosifs, ». Un « bombardier martyre a fait exploser sa ceinture d'explosifs dans la station de métro de Maalbeek, » [135]
- Hezbollah: Dans un communiqué Hezbollah a condamné les attentats: "L'Europe brûle dans le même feu qui a aidé à enflammer  la Syrie et le Moyen-Orient en collaboration avec certains régimes régionaux"[136].

- Hachd al-Chaabi a condamné les attentats terroristes à Bruxelles, et a déclaré : « Les attentats de terreur en cours à travers le globe ont leurs racines dans les idéologies qui ont été nourries et supportées par certains pays. Ces pays l'utilisent pour leur propre agenda politique et économique. La clé dans la lutte contre le terrorisme est de faire face à l'Arabie Saoudite et de freiner son idéologie du Wahhabisme. Il est aussi important de faire face à la Turquie en raison de son soutien à ISIL. »[137]

## Réseaux sociaux
Des heures après l'attaque le hashtag en langue française #JeSuisBruxelles, en langue néerlandophone #ikwilhelpen (#jeveuxaider) et des images du personnage de bande dessinée belge Tintin en pleurs s'étendent sur les sites de réseaux sociaux,,.
Facebook a activé sa fonctionnalité Contrôle de Sécurité à la suite des attentats.

## Illuminations aux couleurs nationales
À la suite des attentats, plusieurs édifices autour du monde ont été éclairés aux couleurs du drapeau belge, comprenant la porte de Brandebourg à Berlin, la Tour Eiffel à Paris, la fontaine de Trévi à Rome, la galerie nationale à Trafalgar Square à Londres, et le Burj Khalifa à Dubaï. Le Gouverneur de New York Andrew Cuomo a annoncé que le One World Trade Center, le plus haut gratte-ciel de l'hémisphère ouest, serait illuminé aux couleurs du drapeau la nuit des attentats, le 22 mars 2016, tandis que la flèche de l'Empire State Building est devenue noire. Le signe Toronto a été éclairé aux couleurs du drapeau belge la nuit des attentats.

## Critiques
Les gouvernements, les médias, et les utilisateurs de réseaux sociaux ont reçu des critiques dans certains médias et analyses académiques pour leur accentuation disproportionnée placée sur les attentats de Bruxelles par rapport à d'autres attentats similaires dans d'autres pays, particulièrement en Turquie, qui se sont produits des jours avant. De même, les réactions aux attentats de Paris en novembre 2016 ont été considérées comme disproportionnées en comparaison de celles des attentats antérieurs à Beyrouth,,,,.
Selon Akin Unver, un professeur d'affaires internationales à l'Université Kadir Has d'Istanbul, être "sélectif" à propos du terrorisme est contreproductif aux efforts contreterroristes mondiaux.
Salon a contesté l'utilisation de Tintin comme un symbole de la solidarité belge, réclamant que le personnage de cartoon était raciste.